# Tobias (Nebraska)
Tobias je selo u američkoj saveznoj državi Nebraska. Prema popisu stanovništva iz 2010. u njemu je živjelo 106 stanovnika.